# Ballykinvarga

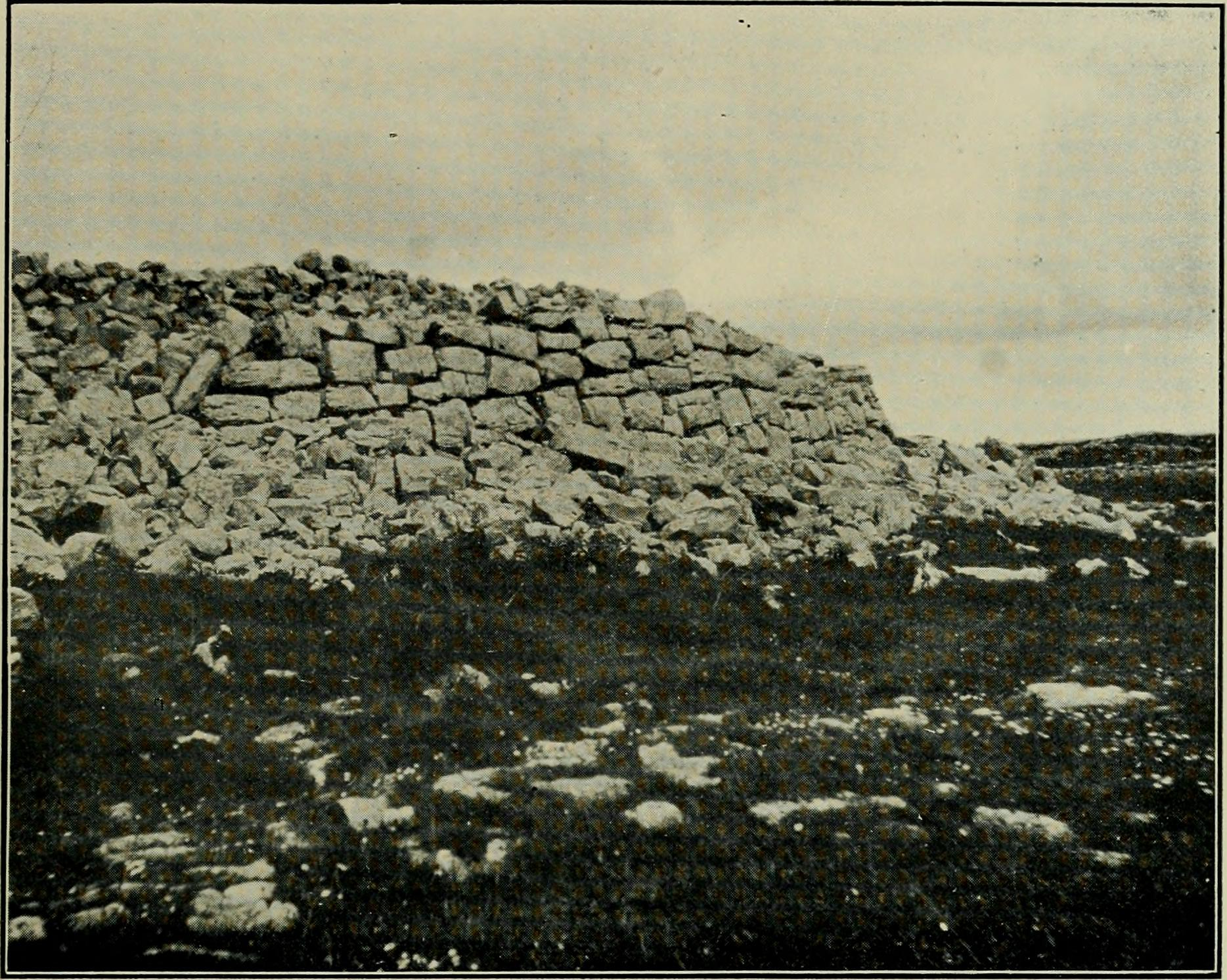
Ballykinvarga

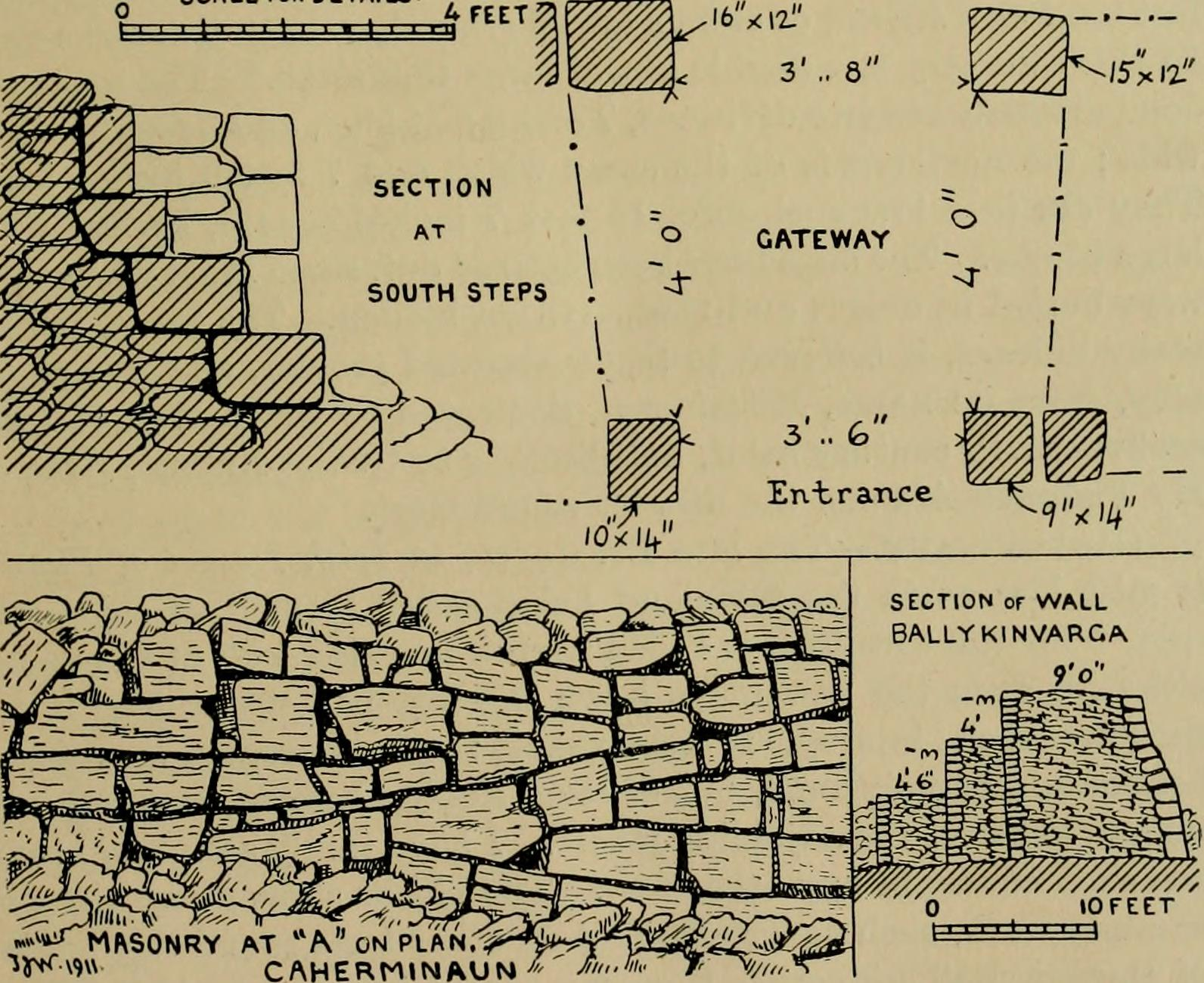
Ballykinvarga

Ballykinvarga (auch Caherballykinvarga, irisch Baile Cinn Mhargaidh, „Heimstatt [am] Kopf des Marktes“) ist ein mit einer doppelten Mauer umgebenes ovales Dun.

## Geografische Lage
Ballykinvarga liegt in der Burrenregion im County Clare in Irland unweit von Kilfenora. In der Region existieren die Reste von etwa 500 meist jedoch wesentlich kleineren und einfach umwallten Duns.

## Beschreibung
Ballykinvarga hat etwa 52,0 m Durchmesser und eine über vier Meter dicke und heute stellenweise noch 3,6 ehemals fünf Meter hohe Ringmauer. An der Innenwand befinden sich zwei terrassenartige Stufen. Der Zugang, der bis zum Jahre 1900 intakt war, hatte einen geraden Türsturz.
Ein Cheval de Frise aus scharfen Kalksteinsäulen umgibt die Anlage. Ein solches Annäherungshindernis kommt in Irland an vorzeitlichen Plätzen nur viermal vor (Dun Aengus und Dún Dúchathair auf Inishmore und Dunamo im County Mayo). Es gibt einige Beispiele in Großbritannien (Dreva Fort). Die Hauptkonzentration der Chevaux de Frise befindet sich in Nord- und Zentralspanien und Portugal auf der Iberischen Halbinsel.

## Datierung
Es ist schwierig, die Struktur ohne archäologische Ausgrabung zu datieren. Sie wird jedoch in die mittlere Eisenzeit (einige Jahrhunderte vor und nach Chr.) eingeordnet.